# Best Friends Whenever
Best Friends Whenever (Amigas a destiempo en España y Amigas cuando sea en Latinoamérica) fue una serie original de Disney Channel protagonizada por Lauren Taylor y Landry Bender. Se estrenó en Estados Unidos el 26 de junio de 2015 después del estreno de la película original de Disney Channel Teen Beach 2. En Latinoamérica se estrenó el 5 de diciembre de 2015, y en España se estrenó el 11 de enero de 2016. Esta serie finalizó en Estados Unidos el 11 de diciembre de 2016 y en Latinoamérica el 26 de abril de 2017.

## Trama
Ambientada en Portland, Oregón, dos adolescentes llamadas Cyd y Shelby son las mejores amigas que viven juntas mientras los padres de Cyd están en una excavación arqueológica en Perú. Después de un accidente en el laboratorio de ciencias de su vecino Barry, se les da la capacidad de viajar en el tiempo, siempre que estén pensando en el momento al que quieren ir y que se estén tocando. Cuando se trata de sus viajes al futuro, brevemente se encuentran atadas a las tablas en un laboratorio futurista y deben entender lo que esto significa mientras tienen varias aventuras en el camino. En la 2ª temporada las chicas se encuentran con que una princesa del siglo 16 ha llegado a 2016 y las chicas la ayudan a encajar en el siglo 21, pero descubren que estaba prometida y Sebastián no parará hasta que la princesa se case con él y le proclamen rey.

## Elenco

### Protagonistas
- Landry Bender como Cyd Ripley: Es la mejor amiga de Shelby, se queda con la familia de Shelby mientras sus padres están en Perú. Ella es dueña de un perro llamado Diesel.
- Lauren Taylor como Shelby Marcus: Es la mejor amiga de Cyd.
- Gus Kamp como Barry Eisenberg: Es un joven científico aspirante que vive en una caravana que está estacionada afuera del patio trasero de Shelby y que también usa para su laboratorio. Uno de sus láseres desviado a una taza de químicos le dio a Cyd y Shelby la capacidad de viajar a través del tiempo.
- Ricky García como Naldo Montoya: Es el mejor amigo y asistente de laboratorio de Barry. Barry lo llama "Renaldo".
- Benjamin Royer como Bret Marcus: Es el hermano de Shelby y gemelo de Chet
- Matthew Royer como Chet Marcus: Es el hermano de Shelby y gemelo de Bret.

### Secundarios
- Madison Hu como Marci: Es una amiga de Cyd y Shelby, que siempre está relajada.
- Mary Passeri como Asrtrid Marcus: Es la madre de Shelby, Bret y Chet.
- Kevin Symons como Norm Marcus: Es el padre de Shelby, Bret y Chet. Trabaja como contador en GloboDigiDyne y luego es promovido al "Salón de baile Pelícano" de la compañía.
- Nora Dunn como Janet Smythe: Es una emprendedora y el CEO de GloboDigiDyne que ha inventado muchas cosas en su vida, empezando por los objetos inalámbricos.
- Larry Joe Campbell como Sr. Doyle: Es un maestro amante de los chismes en West Portland High School que enseña ciencias y educación vial.
- Bryana Salaz como Daisy: Es una princesa desplazada en el tiempo del siglo XVI que terminó en el tiempo de Cyd y Shelby. Cada vez que Cyd y Shelby hacen un abrazo grupal con ella, Cyd y Shelby terminan transportadas en el tiempo hasta donde Daisy estaba encarcelada por una persona no identificada. Durante su tiempo en el presente, ella vive con Naldo mientras trata de adaptarse a las culturas de hoy en día.

## Producción
Best Friends Whenever fue creado por Jed Elinoff y Scott Thomas, quienes también crearon Randy Cunningham: Ninja de noveno grado. El 6 de marzo de 2015, Disney ordenó a Best Friends Whenever cuando la producción comenzó el mismo mes.La serie fue renovada para una segunda temporada por Disney Channel el 29 de febrero de 2016. La segunda temporada se estrenó el 25 de julio de 2016. En febrero de 2017, el elenco anuncio por las redes sociales para informar que la serie no había sido renovada para una tercera temporada. El 30 de junio de 2017, TV by the Númbers informó que la serie había sido cancelada.

## Recepción
Brian Lowry, escribiendo para Variety, pensó que el episodio piloto de la serie era formulista y no aprovechaba todas las ventajas de la premisa del viaje en el tiempo. En particular, la serie "parece estar más contenta de centrarse en los detalles triviales de las vidas frenéticas de Shelby y Cyd que, por ejemplo, enviándolos de regreso a conocer a Abraham Lincoln o antes de una época de autos voladores".

## Doblaje al español
| Personaje                                                                   | Actor original      | Actor de doblaje (Latinoamérica)                                            | Actor de doblaje (España)                                       | Temporada |
| --------------------------------------------------------------------------- | ------------------- | --------------------------------------------------------------------------- | --------------------------------------------------------------- | --------- |
| Shelby Marcus                                                               | Lauren Taylor       | Daiana Vecchio                                                              | Candela Moreno                                                  | 1ª-2ª     |
| Cyd Ripley                                                                  | Landry Bender       | Alicia Vélez                                                                | Nieves García                                                   | 1ª-2ª     |
| Barry Einsenberg                                                            | Gus Kamp            | Thomas Lepera                                                               | Alejandro Méndez                                                | 1ª-2ª     |
| Naldo Montoya                                                               | Ricky Garcia        | Matias Tamborelli                                                           | Gonzalo Del Barrio                                              | 1ª-2ª     |
| Bret Marcus                                                                 | Benjamin Royer      | Federico La Roca                                                            | Álvaro De Juana                                                 | 1ª-2ª     |
| Chet Marcus                                                                 | Matthew Royer       | Joaquin Reficco                                                             | Álvaro De Juana                                                 | 1ª-2ª     |
| Créditos técnicos                                                           |                     |                                                                             |                                                                 |           |
| Estudio de doblaje                                                          | Estudio de doblaje  | Media Pro Com, Buenos Aires, Argentina Diseño en Audio, México D.F., México | SDI MEDIA, Madrid, Barcelona, Santiago                          |           |
| Director de doblaje                                                         | Director de doblaje | Raul Aldana                                                                 | Elena Ruiz De Velasco                                           |           |
| Traductor                                                                   | Traductor           | Gabriela Scandura                                                           | Ernesto Alfonso Petreñas (Temp 1ª.) Álvaro Méndez (Temp. 1ª-2ª) |           |
| Adaptador                                                                   | Adaptador           | Gabriela Scandura                                                           | Elena Ruiz De Velasco                                           |           |
| Doblaje al español producido por Disney Character Voices International Inc. |                     |                                                                             |                                                                 |           |

## Temporadas
| Temporada | Temporada | Episodios | Episodios | Emisión original    | Emisión original        |
| Temporada | Temporada | Episodios | Episodios | Primera emisión     | Última emisión          |
| --------- | --------- | --------- | --------- | ------------------- | ----------------------- |
|           | 1         | 18        | 18        | 26 de junio de 2015 | 22 de mayo de 2016      |
|           | 2         | 12        | 12        | 25 de julio de 2016 | 11 de diciembre de 2016 |